# New Roads
New Roads är administrativ huvudort i Pointe Coupee Parish i Louisiana. Vid 2010 års folkräkning hade New Roads 4 831 invånare.